# 刘陵
刘陵（？–前122年），汉武帝时期人物，淮南王刘安之女。刘陵聪慧，有口辩之才。刘安宠爱此女，曾经给她很多金钱，让她到长安结交汉武帝的左右大臣，刺探朝中内情，其余记载不详。
元狩元年（前122年），汉武帝以“阴结宾客，拊循百姓，为叛逆事”等罪名捉拿刘安，刘安自杀身亡，除雷被一人死于张汤之手外，其余人均被诛戮。同年，岸头侯张次公因为与刘陵通奸收纳财物罪，被免除侯爵。

## 影视形象
在电视剧《汉武大帝》，刘陵由陶虹饰演，被塑成女间谍形象。她长期生活于长安，生活浪荡。与汉武帝刘彻、丞相田蚡、岸头侯张次公有肉体关系。她使用金钱及其美色为其父进行政变前的情报准备，于刘安武装政变前被捉拿，在廷尉张汤审问期间吞金自杀。
电视剧《大汉天子》中的刘陵由商蓉饰演，亦作为美女间谍的形象出现，参与淮南王刘安的叛乱，最后在廷尉府审讯时服毒自尽。

## 家庭
曾祖父：汉高祖刘邦
祖父：淮南厉王刘长
父亲：淮南王刘安
異母兄：刘不害(淮南國)
同母兄：太子刘迁
侄子：刘建(為刘不害子)